# Аполло Брон

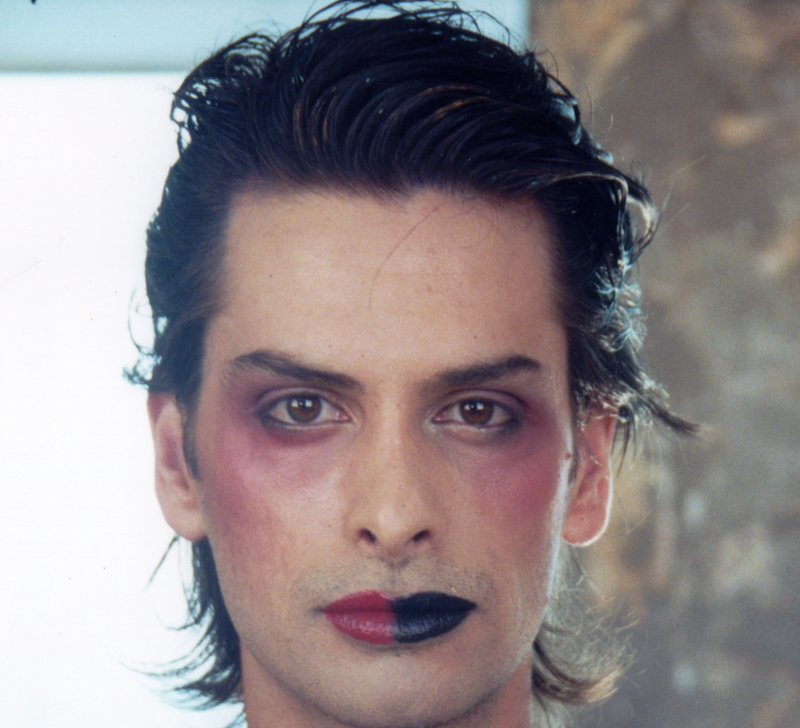
Бронштейн в Нью-Йорке в начале 2000-х.

Дорон Бронштейн (ивр. דורון בראונשטיין‎; родился 2 мая 1976 года в Петах-Тиква, Израиль), известен под псевдонимом Аполло Брон (англ. Apollo Braun) — израильско-американский поэт, музыкант, писатель, драматург, модельер, активист ЛГБТК+ и бывший владелец двух бутиков в Нижнем Ист-Сайде (Нью-Йорк), названных Apollo Braun.

## Биография
Дорон Бронштейн родился 2 мая 1976 года в Петах-Тиква (Израиль). Его отец был менеджером компании по производству промышленных товаров, не верил в сына и критически относился к его склонности увлекаться макияжем и модой. В детстве Дорон не был уверен в своей сексуальной ориентации, со временем придя к выводу о своей бисексуальности. Своё прозвище — Аполло Брон — Бронштейн получил в возрасте 21 года от одного из своих ближайших друзей. Отслужив в израильской армии в возрасте 23 лет переехал в Тель-Авив, где писал для журналов и работал на телевидении.
Дорон работал менеджером театральной труппы и главой группы по связям с общественностью, которая продвигала музыкальные концерты, прежде чем летом 2001 года решил переехать в Нью-Йорк, где проживала подруга его друга, у которой Дорон и жил первое время. Первые в своей американской жизни деньги Бронштейн заработал снимаясь обнажённым. Затем стал работать продавцом в одном из магазинов Сохо. Затем по совету знакомой, студентки Fashion Institute of Technology (FIT), стал делать футболки собственного дизайна. Футболки пользовались спросом и через полгода у Брона была своя торговая точка на блошином рынке на 4-й Западной улице и Бродвее. В январе 2003 года он открыл свой первый бутик Apollo Braun на Orchard street, 193. Политически провокационные лозунги на футболках его дизайна неоднократно привлекали внимание публики.
В начале 2000-х Аполло женился на своей лучшей подруге Венди и создал свою линию одежды от кутюр Doron Braunshtein.

## Творчество
Свой первой альбом Брон выпустил в 2001 году. Его песня Party in My Pants звучала в фильме Religulous и на Фестивале бурлеска в Хельсинки. В 2015 году Аполло появился в израильском телешоу HaKokhav HaBa (The Next Star), где исполнил две оригинальные песни. Музыка Брона относится в основном к жанру художественной декламации, а в своих текстах он часто упоминает и сексуализирует знаменитостей, политиков и религиозных деятелей.
Брон начал писать книги в 1999 году и с тех пор опубликовал более десятка книг на английском языке, а также несколько на своем родном иврите. В числе его сочинениях — философские эссе, пьесы, и стихи часто касающиеся сексуальности (Брон само-описывается как бисексуал). В последние годы Брон сосредоточил свою работу на документальную фотографию, выпустив серию книг, в которых описываются его путешествия и исследования о последствиях Холокоста в таких странах, как Болгария, Мексика и Китай.
С 2014 года Бронштейн снял несколько документальных фильмов, в которых свидетельствуют десятки людей пережившие Холокост. С тех пор «Яд ва-Шем» распространял их через свой онлайн-каталог фильмов.
В 2021 году Бронштейн отправился в Абу-Даби и посетил многие достопримечательности там с целью сфотографироваться со своими собственноручными плакатами. В числе этих мест состояла мечеть шейха Зайда, где Брон оделся в радужные гей-аксессуары (шарф, браслеты и флаги) в надежде признать членов ЛГБТК +, все ещё страдающих от стигмы и угнетения. Вскоре после этого он смог покинуть страну без ареста. В интервью каналу Кнессета он сказал, что является символом прав ЛГБТК во всем мире и что он планирует ехать в Турцию, Россию и Чечню, чтобы размахивать радужным флагом гордости.

## Бутики
В 2003 году Брон открыл два бутика на Нижнем Ист-Сайде (Нью-Йорк). Бутик на Сент-Маркс-плейс закрылся в 2004 году, а второй на Орчард-стрит оставался открытым до 2009 года. Бутики привлекали внимание провокационной одеждой: NYMag описал их как «страну чудес для сексуально (и модно) раскованных».
В 2008 году Брон стал продавать футболки с провокационными лозунгами о кандидате в президенты Бараке Обаме, среди которых были «Обама = Гитлер», «Обама — мой раб», «Евреи против Обамы» и «Кто убил Обаму?» Позднее Аполло признался журналисту еженедельника New York Press в своей страстной неприязни к Обаме, пояснив, что «Я вовсе не расист, […] но я думаю, что Обама — притворщик».
В июле 2008 года Metro New York, Politico и Huffington Post опубликовали статью о 25-летний аспирантке из Манхэттена в футболке Брона «Обама — мой раб», которая подверглась нападению со стороны группы из четырёх подростков из-за надписи на футболке. Девушка пригрозила подать на Брона в суд, но он в ответ заявил, «что то, что якобы случилось с недовольным клиентом, не его вина, и что возмутительный дизайн отражает не его взгляды, а взгляды „обычных WASP“». Позднее сам Бронштейн подвергся нападению двоих чернокожих, выкрикивавших : «Кого ты называешь рабом, чертов еврей?!».
В 2009 году Брон закрыл свой второй бутик. Он отрицал финансовые трудности, сообщив Racked New York, что «спасается от бесконечных смертельных угроз» и что он «просто в ужасе от больших черных пенисов и [уверен], что у Обамы огромный черный пенис».

## Музыка
Музыка Брона, которую он пишет под своим настоящим именем Дорон Бронштейн, относится в основном к жанру художественной декламации. На раннем этапе он также создавал инструментальные и вокальные композиции. Его стихи часто посвящены американским знаменитостям, высмеивая одержимость американской поп-культурой. Некоторые стихотворения состоят из очевидно ложных новостей о знаменитостях, таких как Jenna Jameson Dead (в переводе с англ. — «Дженна Джеймсон мертва»). Другие стихотворения описывают знаменитостей в сюрреалистической и часто сексуальной манере. В их числе: Questions - And Answers - About Amal Alamuddin's Vagina (в переводе с англ. — «Вопросы — и ответы — о вагине Амаль Аламуддин»).
В своих стихах Бронштейн также часто затрагивает такие темы как иудаизм, который является его собственной религией, а также нацизм и Адольфа Гитлера. При этом Бронштейн пишет полу-автобиографические стихи. В одном из таких стихотворений говорится: If I Wasn't a Jew, I Would be a Nazi. Or not! (в переводе с англ. — «Если бы я не был евреем, я был бы нацистом. Или нет!»»).
Другим распространённым мотивом в музыке Бронштейна является фраза after all (в переводе с англ. — «в конце концов»), которая часто появляется вместо рационального объяснение его сюрреалистичных высказываний. Примером является стихотворение Michelle Obama's Last Words (в переводе с англ. — «Последние слова Мишель Обамы»), в котором говорится: After all, Jesus was black too! (в переводе с англ. — «В конце концов, Иисус тоже был черным!»).
Одно из самых известных и скандальных стихотворений Бронштейна — Obama is My Nigger (в переводе с англ. — «Обама — мой ниггер»). В марте 2017 года на Spotify набралось 15 000 прослушиваний. В стихотворении он заявляет: In 2012, the meaning of the word 'freedom' is in the word 'nigger.' (в переводе с англ. — «В 2012 году значение слова „свобода“ заключено в слове „ниггер“»). В 2019 году стихи Брона были удалены Spotify из-за их провокационного содержания, но в 2020 году их восстановили.

## Дискография
| - Секс с бывшим (2001) - Я тебя люблю (2002) - Аполло (2003) - Хава Нагила (2005) - Номер 1 в Иране (2006) - Танцуй в Тель-Авиве! (2008) - Майн кампф (2009) - Мишель Обама (2011) - (Между мной и Алланом Гинзбергом) (2011) - Одержимый поэт (2011) - Два папы Софи (2012) - Божественное отчаяние человеческого состояния (2012) - Слова — мой дом (2012) | - Современное хайку для древних людей, Vol. 1 (2014) - Современное хайку для древних людей, Vol. 2 (2014) - Современное хайку для древних людей, Vol. 3 (2014) - Современное хайку для древних людей, Vol. 4 (2014) - Современное хайку для древних людей, Vol. 5 (2014) - Иисус: Песни мира и любви (2015, под именем «Иисус») - Когда тебе не за что держаться, ты держишься за то, что у тебя есть (2015) - Я--дада (2015) - Дорон Бронштейн — мой Отец или: Правила без правил (2016, под именем «Иисус А.») - Потерянные дневники Нью-Йорка (2016) - Значение абстракции (2016) - Я люблю тебя (так же, как ты меня любишь) (2016) |

## Книги и пьесы на английском языке
| - Америка, моя шлюха (2006, книга) - Художник vs. Арендодатель (2007, спектакль) - Противоположности не существуют: революционная философская теория (2009, книга) - О мой Джош! (2009, спектакль) - Божественное отчаяние человеческого состояния (2009, книга) - Любовь рассчитывает изнутри (2009, книга) - Два отца Софи: Книга геев (2012, книга) - Правила гей-свиданий: Библия гей-свиданий (2013, книга) - Хлеб против. Воды (2014, книга) | - Эго и гомосексуализм + Заблуждение определения «американец» + Философия художника = Три философских эссе (2014, книга) - Очень позитивное мышление: 100 отличных советов для здоровой жизни с ВИЧ в 21 веке (2016, книга) - У отца Генри ВИЧ (и он фантастически живет с этим!) (2017, книга) - Любовные воспоминания из Пуэрто Валларта, Мексика (2017, книга) - Мадонна, величайшее одержимость геев: интерпретация сущности эмоций, рационального и невиданного ранее восхищения геями на пути к величайшей диве в мире (2019, книга) - Почему геи любят Евровидение: философия и рациональность одержимой любви гей-сообщества к конкурсу песни Евровидение (2019, книга) - Шоа Бизнес: В поисках евреев Пловдива, Болгария, выживших во время Холокоста (2019, книга) - Что знают в Китае о Холокосте: или сделано в Китае (2019, книга) - Дни Гей Нью-Йорка: фотокнига Дорон Бронштейн (2020, книга) |